# 犹太人反法西斯委员会案件
犹太人反法西斯委员会案件（俄語：Дело Еврейского антифашистского комитета），又称“被谋杀的诗人之夜”，二战时期，苏联动员成立犹太人反法西斯委员会同德国法西斯斗争。

## 历史
1944年乌克兰解放时，犹太人反法西斯委员会的几位领导人主张在克里米亚建立一个俄罗斯苏维埃社会主义共和国属下的犹太人自治区域，并且将这一主张写信呈报给了斯大林本人，这让斯大林警觉。二战结束后，被苏联当局以进行反苏宣传、向国外情报机构提供情报的罪名勒令解散，其领导人相继被暗杀或被捕入狱，1949年1月28日，《真理报》发表了斯大林授意撰写的编辑部文章《关于一个反爱国主义的戏剧批评家集团》，从而掀起了一场全国范围内针对犹太人的政治批判，这场清洗运动从1948年持续到1952年结束。1988年12月29日，苏共中央为犹太人反法西斯委员会案件平反。